# Gerardus Diehl
Gerardus Diehl (Den Haag, 25 januari 1882 - Delft, 28 juni 1938) was een Nederlands architect, hoogleraar architectuur aan de Technische Hogeschool te Delft, en rector magnificus in het studiejaar 1935-1936.
Na afronding van de Hogereburgerschool (HBS) in Den Haag, ging Diehl aan het werk op een kantoor. Van 1903 tot 1908 studeerde hij voor bouwkundig ingenieur aan Polytechnische School te Delft. Na zijn afstuderen werkte hij drie jaar mee aan de bouw van het Vredespaleis in Den Haag onder uitvoerend architect Johan Adrianus Gerard van der Steur. Hierna vestigde hij zich als architect te Rotterdam.
Diehl was lid van de in 1908 opgerichte Bond van Nederlandse Architecten (BNA), en ontwierp onder andere met architect Jacobus Pieter Stok het kantoorgebouw van de Koninklijke Maatschappij De Schelde (KMS), nu Damen Schelde Naval Shipbuilding in Vlissingen.
In 1923 werd Diehl door de gemeente Dordrecht benoemd tot directeur van de Bouw- en Woningdienst. Op 1924 werd hij aangesteld als hoogleraar architectuur aan de Technische Hogeschool, waar hij op 29 oktober de rede uitsprak Het nut van kennis der constructie voor den bouwkundig-ingenieur. In het studiejaar 1935-1936 diende hij als rector magnificus, en in 1938 overleed hij. In maart 1939 werd in de Prinsenkamer van het hoofdgebouw der Technische Hogeschool het portret van wijlen Prof Ir G Diehl (zie afbeelding) overgedragen.

## Publicaties
- Diehl, G. Het nut van kennis der constructie voor den bouwkundig-ingenieur: rede uitgesproken bij de aanvaarding van het ambt van hoogleeraar in de architectuur, op woensdag 29 October 1924. Waltman, 1924

Werk over Diehl:
- "In memoriam Prof. Ir. G. Diehl, Architect B.N.A." door Ir. J. de Bie Leuveling Tjeenk, Joan. B. Lürsen, M. A. van Booven, J. P. Stok Wzn. — Architectura, 1938, 233